# Leila de Souza Sobral
Leila de Souza Sobral Freitas, nota anche semplicemente come Leila Sobral o Leila (San Paolo, 22 novembre 1974), è un'ex cestista brasiliana, professionista nella WNBA.
È la sorella di Marta de Souza Sobral.

## Carriera
Con il Brasile ha disputato due edizioni dei Giochi olimpici (Atlanta 1996, Atene 2004), due dei Campionati mondiali (1994, 1998) e tre dei Campionati americani (1993, 1997, 2003).